# Death Wish 4
Death Wish 4: The Crackdown, es una película de acción estadounidense de 1987, dirigida por J. Lee Thompson y protagonizada por Charles Bronson. Es la cuarta entrega de la saga de Death Wish.

## Argumento
Erica, la hija de la novia de Paul Kersey, muere de una sobredosis de crack. El justiciero Kersey tomará la ley por su mano decidido a acabar con la droga en la ciudad.

## Reparto
| Actor            | Personaje        |
| ---------------- | ---------------- |
| Charles Bronson  | Paul Kersey      |
| Kay Lenz         | Karen Sheldon    |
| John P. Ryan     | Nathan White     |
| Perry Lopez      | Ed Zacharias     |
| Soon Teck-Oh     | Detective Nozaki |
| George Dickerson | Detective Reiner |
| Mike Moroff      | Jack Romero      |
| Peter Sherayko   | Nick Franco      |
| Dana Barron      | Erica Sheldon    |